# Erpetogomphus cophias
Erpetogomphus cophias es una libélula de la familia de las libélulas topo (Gomphidae). Es una especie endémica de México. Fue descrita por Selys en el año 1858.1

## Clasificación y descripción
Erpetogomphus es un género de libélulas principalmente neotropicales que se distribuyen desde el noroeste de Canadá hasta Colombia y Venezuela1. El género está compuesto por 23 especies descritas, 18 de las cuales se encuentran en México, y de estas, siete son endémicas: Erpetogomphus agkistrodon, E. boa, E. cophias, E. erici, E. liopeltis, E. sipedon y E. viperinus.1,2
E. cophias es muy similar a E. boa, pero es fácilmente diferenciable por el patrón torácico y los apéndices caudales de los machos. En E. boa hay una línea antehumeral y humeral combinada bien definida, misma que está ausente en E. cophias. Los apéndices superiores de E. cophias poseen un gran borde ventral que termina en un diente prominente localizado al 0.3 del largo del apéndice.

## Distribución
Vive en los Estados de Veracruz y Puebla, en México.1,3

## Hábitat
Los adultos prefieren las zonas someras de los ríos, especialmente aquellos con fondo arenoso y parcialmente sombreados.1

## Estado de conservación
No está considerada dentro de ninguna categoría de riesgo.